# アメリカ合衆国次期大統領
アメリカ合衆国次期大統領（アメリカがっしゅうこくじきだいとうりょう、president-elect of the United States）は、アメリカ合衆国大統領選挙の大統領候補者が選挙に勝利してから就任するまでの間の呼称である。
憲法修正第20条に「次期大統領」（President-elect）という言葉が使われているものの、ある候補者がどのタイミングで「次期大統領」となるのかについて、憲法やその他の法律に明確な規定はない。大統領選挙の結果が法的に「確定」するのは、選挙人団による投票が議会により承認されたとき（憲法修正第12条の規定により、選挙の翌年の1月3日に行われる新議会の就任宣誓の後に実施される）であるが、実際にはそれより前の候補者に対しても使われており、有力な候補者がいる場合には、投票日当日にも政治家やメディアによって使われることがある。この言葉は非公式には少なくとも19世紀後半からメディアで使われているが、政治家の間では1790年代にはすでに使われていた。
大統領選挙の有権者による投票は11月初旬（いわゆる選挙の日）に行われるが、選挙人団による正式な投票は12月中旬に行われる。大統領就任式は、通常その翌年の1月20日に行われる。憲法における次期大統領に関する記述は、大統領選挙に勝利した者が大統領就任宣誓を行えるということのみである。1963年に制定された「大統領移行法」（Presidential Transition Act）では、現職大統領と次期大統領は協力して政権移行をタイムリーかつ組織的に進めることとされ、次期大統領のための執務スペースを提供することと規定されている。慣習的に、選挙終了から大統領就任までの間、次期大統領は就任後に職務を遂行するための準備を行い、現職大統領と協力して職務の引き継ぎを円滑に行えるようにする。2008年以降、次期大統領のための執務スペースは「次期大統領室」（Office of the President-elect）と非公式に呼ばれているが、正式な名称は定められていない。
現職の大統領が再選された場合には、既に大統領に就任しているため、「次期大統領」とは呼ばれないが、現職の副大統領が出馬して勝利した場合には「次期大統領」と呼ばれる。

## 言葉の使用の歴史
この言葉は、アメリカ建国時代の1790年代には既に使われており、1796年の大統領選挙に関して、アメリカ合衆国建国の父と呼ばれる人物の間の書簡でこの言葉を使用しているものがいくつかある。その中には、完全な結果が判明する前に、有力な候補者をこの呼称で呼んでいるものもある。
19世紀後半には、主要なメディアがこの言葉を使うようになった。
1933年に憲法修正第20条が批准されたことにより、憲法に初めて「次期大統領」という言葉が載った。

## 大統領の選出方法の概要
大統領の選出方法は、アメリカ合衆国憲法の第2条第1項第2節、および修正第12条・修正第20条に規定されている。その他、様々な連邦法や州法によって詳細が規定されている。
1887年の選挙人投票集計法(Electoral Count Act)では、大統領を直接選出する選挙人団の構成員である選挙人は、「各州において、4年毎の11月の第1月曜日の次の火曜日に任命」されなければならないと規定されている。各州が選挙人を決定するための具体的な手順は、憲法や連邦法には規定されておらず、各州の州法で規定されている。現在では全ての州で、有権者による一般投票で選挙人を決定している。かつては、州議会や州知事が選挙人を決定する州もあった。1820年代までは州知事が選挙人を任命するのが一般的であったが、1860年代以降はどの州でもそのような決定方法は行われていない。選挙人を決定するための選挙は、全ての州で11月の同じ日に、支持する大統領候補を選ぶ形で行われる。その票はその候補者への投票を確約している選挙人団の得票となり、最も多くの得票を得た選挙人団がその州の選挙人に選出される（勝者総取り方式）。よって、次期大統領は事実上この一般投票の日に決定することになる。
一般投票で決定された選挙人団は、12月の第2水曜日の次の月曜日に、各州の州都に集まって大統領と副大統領の投票を行う。その場で開票が行われ、確定した票数を記した投票証明書(certificate of vote)が作成される。投票証明書は、その内容の確認証明書とともに連邦上院議長（副大統領が兼務）に送付される。
選挙人票の集計は、翌年1月6日の連邦議会合同会議で行われる。選挙人票の過半数である270票以上を獲得した候補者がいた場合は、その候補者が次期大統領であると上院議長から認定される。過半数を獲得した候補者がいなかった場合は、下院による決選投票で決定する。

## 議会報告書における議論
アメリカ議会図書館の議会調査局(CRS)が2004年に発表した報告書「大統領および副大統領の継承: 概要と現在の法制」(Presidential and Vice Presidential Succession: Overview and Current Legislation)で、過半数の選挙人票を獲得した候補者がいつから次期大統領になるのかという問題について論じられている。この報告書では、次期大統領の憲法上の地位については議論があるとしている。
一部の論者は、1月6日に選挙人票が集計されて議会により発表される以前に正式な次期大統領と次期副大統領が存在するかどうか疑問視しており、これは憲法にも法律にも明確な規定がないという、問題のある不測の事態であると主張している。他の論者は、1月6日まで選挙人票が集計・認定されていなくても、選挙人票の大半がどちらかの候補者に投じられているのであれば、その得票者が次期大統領・副大統領になると主張している。
CRSの報告書は、憲法修正第20条に付随する1933年の下院委員会報告書をもとに、後者の見解を支持している。
同委員会が「次期大統領」という言葉を一般に受け入れられている意味、すなわち、選挙人の過半数の票を獲得した者、もしくは、選挙結果が下院に委ねられる場合は下院によって選ばれた者という意味で使用していることに注意すべきである。投票が集計されたか否かは重要ではなく、投票が行われた時点でその人物は次期大統領になるのである。

## 次期大統領の継承
二大政党である民主党・共和党とも、選挙の前後を問わず大統領候補が死亡した場合には、代わりの候補者を選出する規則を規定している。12月の選挙人による投票の前に候補者が死亡した場合、選挙人は、支持する政党が後任に選んだ候補者に投票することになる。両党とも、大統領候補が死亡し、副大統領候補が存命の場合は、副大統領候補を大統領候補に昇格させる規定になっている。その後、党の全国委員会が新大統領候補と協議した上で、新しい副大統領候補を選出する。
憲法修正第12条では、12月の選挙人投票から1月の集計までの間に死亡した候補者がいた場合でも、全ての選挙人票が集計されると規定している。前述の憲法修正第20条の案を報告した下院委員会は、「議会は裁量権を持たず、死亡した候補者が過半数の票を得たと宣言する」と報告している。
憲法修正第20条第3項には、次期大統領が就任式当日に就任宣誓を行えない場合に関する規定がある。1月20日の時点で次期大統領が決定していない場合、または次期大統領が就任資格を満たさない場合は、1月20日から資格を満たす大統領が就任するまで、次期副大統領が大統領代行となる。また、次期大統領が1月20日正午までに死亡した場合は、次期副大統領が次期大統領になる。次期大統領も次期副大統領も決定していない場合について、議会は、大統領が就任するまでの間の大統領代行を決定するための法律を制定する。この規定により制定されたのが大統領継承法であり、この法律で定められた継承順位に従って大統領代行が決定される。
これまでに、一般投票から大統領就任式までの間に候補者が死亡した例は、1872年の選挙における民主党のホレス・グリーリーのみである。グリーリーは一般投票の直後に死亡した。ただし、グリーリーが獲得していた選挙人票は66票で明らかに選挙に敗れており、グリーリーに投じられるはずだった選挙人票は他の民主党員に分散された。
1876年の選挙は、ラザフォード・ヘイズとサミュエル・ティルデンの間で接戦となった。最初の開票結果ではティルデンの獲得票の方が多かったが、未集計の票が20票分あり、その扱いについて論争となった。最終的に連邦議会の委員会が、20票を全てヘイズの票とする裁決を行い、1票差でヘイズの勝利となった。この決定があったのは就任式の3日前であり、決定が遅れていれば「就任式の時点で次期大統領が決定していない」という事態になっていた。

## 大統領の政権移行
19世紀半ばに電信が普及して以降、大接戦の場合を除いて、一般投票の投票終了の後数時間から数日以内には「事実上の」次期大統領が判明するようになり、次期大統領は就任前に十分な準備期間を得ることができるようになった。そのため次期大統領は、就任後にスムーズに職務を開始できるように政権移行チームを形成するようになった。退任する現役大統領は、任期の最後の2か月間、次期大統領と協力して、円滑な政権移行や業務の継続が行えるよう、重要な政策事項などの引き継ぎを行う。なお、大統領の任期の開始は元々選挙の4か月後の3月だったが、1933年に批准された憲法修正第20条により、2か月早い1月に変更された。
現役大統領と次期大統領の間の政権移行を円滑にするため、1963年大統領移行法(Presidential Transition Act of 1963, P.L. 88-277)が制定された。次期大統領は、政権移行のために必要な執務室、電気通信サービス、スタッフ、連邦資金などを一般調達局に対して要請する権利がある。ただし、次期大統領に公式な権限は付与されない。次期大統領の執務室の名称について、同法には特に記載はないが、2008年、次期大統領のバラク・オバマは、多くの記者会見や演説において"Office of the President Elect"（次期大統領執務室）と書かれたプラカードを掲げ、自身のウェブサイトでもこの言葉を使用した。その次の次期大統領であるドナルド・トランプもこれに倣った。
大統領移行法では、12月の選挙人団の投票前に、一般調達局長官が11月の一般投票における明らかな勝者に対して「確認書」(letter of ascertainment)を発行することを認めている。これにより次期大統領は、選挙人団の投票前から次期大統領としての特権を一般調達局に要請することができる。一般調達局長官が誰を次期大統領と認定するかについて明確な規定はないが、一般的には、信頼の置ける報道機関による勝者の宣言、あるいは敗者による敗北を認める声明を受けて決定がなされることが多い。
憲法第2条第1節第8項では、大統領は職務の執行前に宣誓をしなければならないと定めている。憲法修正第20条では、1月20日正午が4年間の大統領の任期の終了であり、次の大統領の任期の始まりであると規定している。1月20日正午から、その約5分後に実際に宣誓が行われるまでの間、誰が大統領職を務めているのかという「憲法学上の謎」がある。「次期大統領は宣誓するまで大統領の地位と権限を引き継がない」という見解に基づけば、この5分間は大統領職を担っている人物はいないことになる。それに対する反論として、宣誓は大統領の責務を思い起こさせるための儀式であって、大統領職の継承とは無関係であるという見解もある。その論拠として、憲法における大統領の資格要件において就任宣誓に触れられていないことが挙げられる。その中間的な見解として、「次期大統領は任期の開始と同時に自動的に大統領になるが、宣誓を行うまでは職務の執行を行うことができない」というものもある。
次期大統領と次期副大統領は、アメリカ合衆国シークレットサービスによる保護を受けることが義務付けられる。1968年のロバート・ケネディ暗殺事件以降は、主要政党の候補者も選挙活動中に同様の保護を受けている。

## 次期大統領の一覧
| 次期大統領 | 次期大統領                     | 政党       | 政党       | 選挙                       | 就任式                            |
| ---------- | ------------------------------ | ---------- | ---------- | -------------------------- | --------------------------------- |
| 1          | ジョージ・ワシントン           |            | （無所属） | 1789年                     | ワシントンの1回目の就任式         |
| 2          | ジョン・アダムズ               |            | 連邦党     | 1796年                     | J・アダムズの就任式               |
| 3          | トーマス・ジェファーソン       |            | 民主共和党 | 1800年                     | ジェファーソンの1回目の就任式     |
| 4          | ジェームズ・マディソン         | 民主共和党 | 1808年     | マディソンの1回目の就任式  |                                   |
| 5          | ジェームズ・モンロー           | 民主共和党 | 1816年     | モンローの1回目の就任式    |                                   |
| 6          | ジョン・クィンシー・アダムズ   | 民主共和党 | 1824年     | J・Q・アダムズの就任式     |                                   |
| 7          | アンドリュー・ジャクソン       |            | 民主党     | 1828年                     | ジャクソンの1回目の就任式         |
| 8          | マーティン・ヴァン・ビューレン | 民主党     | 1836年     | ヴァン・ビューレンの就任式 |                                   |
| 9          | ウィリアム・ハリソン           |            | ホイッグ党 | 1840年                     | W・H・ハリソンの就任式            |
| 10         | ジェームズ・ポーク             |            | 民主党     | 1844年                     | ポークの就任式                    |
| 11         | ザカリー・テイラー             |            | ホイッグ党 | 1848年                     | テイラーの就任式                  |
| 12         | フランクリン・ピアース         |            | 民主党     | 1852年                     | ピアースの就任式                  |
| 13         | ジェームズ・ブキャナン         | 民主党     | 1856年     | ブキャナンの就任式         |                                   |
| 14         | エイブラハム・リンカーン       |            | 共和党     | 1860年                     | リンカーンの1回目の就任式         |
| 15         | ユリシーズ・グラント           | 共和党     | 1868年     | グラントの1回目の就任式    |                                   |
| 16         | ラザフォード・ヘイズ           | 共和党     | 1876年     | ヘイズの就任式             |                                   |
| 17         | ジェームズ・ガーフィールド     | 共和党     | 1880年     | ガーフィールドの就任式     |                                   |
| 18         | グロバー・クリーブランド       |            | 民主党     | 1884年                     | クリーブランドの1回目の就任式     |
| 19         | ベンジャミン・ハリソン         |            | 共和党     | 1888年                     | B・ハリソンの就任式               |
| 20         | グロバー・クリーブランド       |            | 民主党     | 1892年                     | クリーブランドの2回目の就任式     |
| 21         | ウィリアム・マッキンリー       |            | 共和党     | 1896年                     | マッキンリーの1回目の就任式       |
| 22         | ウィリアム・タフト             | 共和党     | 1908年     | タフトの就任式             |                                   |
| 23         | ウッドロウ・ウィルソン         |            | 民主党     | 1912年                     | ウィルソンの1回目の就任式         |
| 24         | ウォレン・ハーディング         |            | 共和党     | 1920年                     | ハーディングの就任式              |
| 25         | ハーバート・フーヴァー         | 共和党     | 1928年     | フーヴァーの就任式         |                                   |
| 26         | フランクリン・ルーズベルト     |            | 民主党     | 1932年                     | F・D・ルーズベルトの1回目の就任式 |
| 27         | ドワイト・アイゼンハワー       |            | 共和党     | 1952年                     | アイゼンハワーの1回目の就任式     |
| 28         | ジョン・F・ケネディ            |            | 民主党     | 1960年                     | ケネディの就任式                  |
| 29         | リチャード・ニクソン           |            | 共和党     | 1968年                     | ニクソンの1回目の就任式           |
| 30         | ジミー・カーター               |            | 民主党     | 1976年                     | カーターの就任式                  |
| 31         | ロナルド・レーガン             |            | 共和党     | 1980年                     | レーガンの1回目の就任式           |
| 32         | ジョージ・H・W・ブッシュ       | 共和党     | 1988年     | G・H・W・ブッシュの就任式  |                                   |
| 33         | ビル・クリントン               |            | 民主党     | 1992年                     | クリントンの1回目の就任式         |
| 34         | ジョージ・W・ブッシュ          |            | 共和党     | 2000年                     | G・W・ブッシュの1回目の就任式     |
| 35         | バラク・オバマ                 |            | 民主党     | 2008年                     | オバマの1回目の就任式             |
| 36         | ドナルド・トランプ             |            | 共和党     | 2016年                     | トランプの1回目の就任式           |
| 37         | ジョー・バイデン               |            | 民主党     | 2020年                     | バイデンの就任式                  |
| 38         | ドナルド・トランプ             |            | 共和党     | 2024年                     | トランプの2回目の就任式           |